# Большой Златоустинский переулок
Большо́й Златоу́стинский переу́лок (в 1923—1993 годах — Большо́й Комсомо́льский переу́лок) — улица в центре Москвы в Басманном районе между Мясницкой улицей и Маросейкой.

## Происхождение названия
Название возникло в XVIII веке; дано (с искажением) по Златоустовскому (в честь Иоанна Златоуста) монастырю, известному по документам с 1412 года (разрушен в 1933 г.). В 1923—1993 годах переулок именовался Большим Комсомольским: рядом с этим переулком находился Центральный комитет ВЛКСМ. В 1993 году переулку возвращено исходное название.

## Описание
Большой Златоустинский переулок начинается от Мясницкой улицы напротив Фуркасовского переулка, проходит на юг, пересекает Лучников переулок справа, Малый Златоустинский переулок слева и заканчивается на Маросейке напротив Большого Спасоглинищевского переулка.

## Примечательные здания и сооружения
По нечётной стороне:
- № 1 — Доходное владение Товарищества Невской Ниточной Мануфактуры — Доходный дом К. Ф. Цыганова (1871, архитектор А. Н. Стратилатов), объект культурного наследия регионального значения[2]
- № 1, стр. 6 — Доходный дом Товарищества Невской ниточной мануфактуры, (1900, архитектор В. В. Шауб)
- № 3/5, стр. 1; 3А, стр. 2;
- № 5 — Жилой комплекс Наркомата внутренних дел (1932—1935, архитектор А. Я. Лангман, совместно с Л. З. Чериковером, Н. Арбузниковым)[3]. В доме, в частности проживал начальник ГУЛАГа И. И. Плинер (кв. 12).
- № 7, стр. 1 — Доходный дом Э. П. Шрёдера, (1915, арх. В. Н. Волокитин)
- № 9 — Производственное здание обувной фирмы «И. Д. Баев с братьями» (1912, архитектор И. С. Кузнецов)
- № 11/1 — Дом-школа Казакова. Здание построено на рубеже XVIII–XIX веков известным архитектором Матвеем Казаковым в собственной усадьбе, по соседству с главным, жилым домом (Малый Златоустинский пер., 3, стр.1). Предназначался для классов Дворцовой архитектурной школы, которую возглавлял Казаков. Позднее надстроен третьим этажом и декорирован. В начале XXI века дом был расселен, по состоянию на 2017 год пустует, пережил локальные пожары, провалены кровля, перекрытия, обрушены части венчающего карниза и фасада.[4] Предложение МАрхИ и Музея архитектуры создать в доме Музей московской архитектурной школы было поддержано мэром Ю.М. Лужковым, но федеральная принадлежность памятника помешала этому намерению, как и планам провести консервационные работы на средства города.[4] Дом передан Управлению делами президента для размещения Информационного центра Центризбиркома. По состоянию на 2017 год, противоаварийные и реставрационные работы не начаты.[4] В мае 2018 г. приказом Департамента культурного наследия города Москвы утверждено охранное обязательство.[5]

В январе 2017 г. Мосгорнаследием утверждена проектная документация по реставрации и приспособлению к современному использованию объекта культурного наследия федерального значения «Дом и школа, арх. М.Ф.Казаков, XVIII в.»
По чётной стороне:

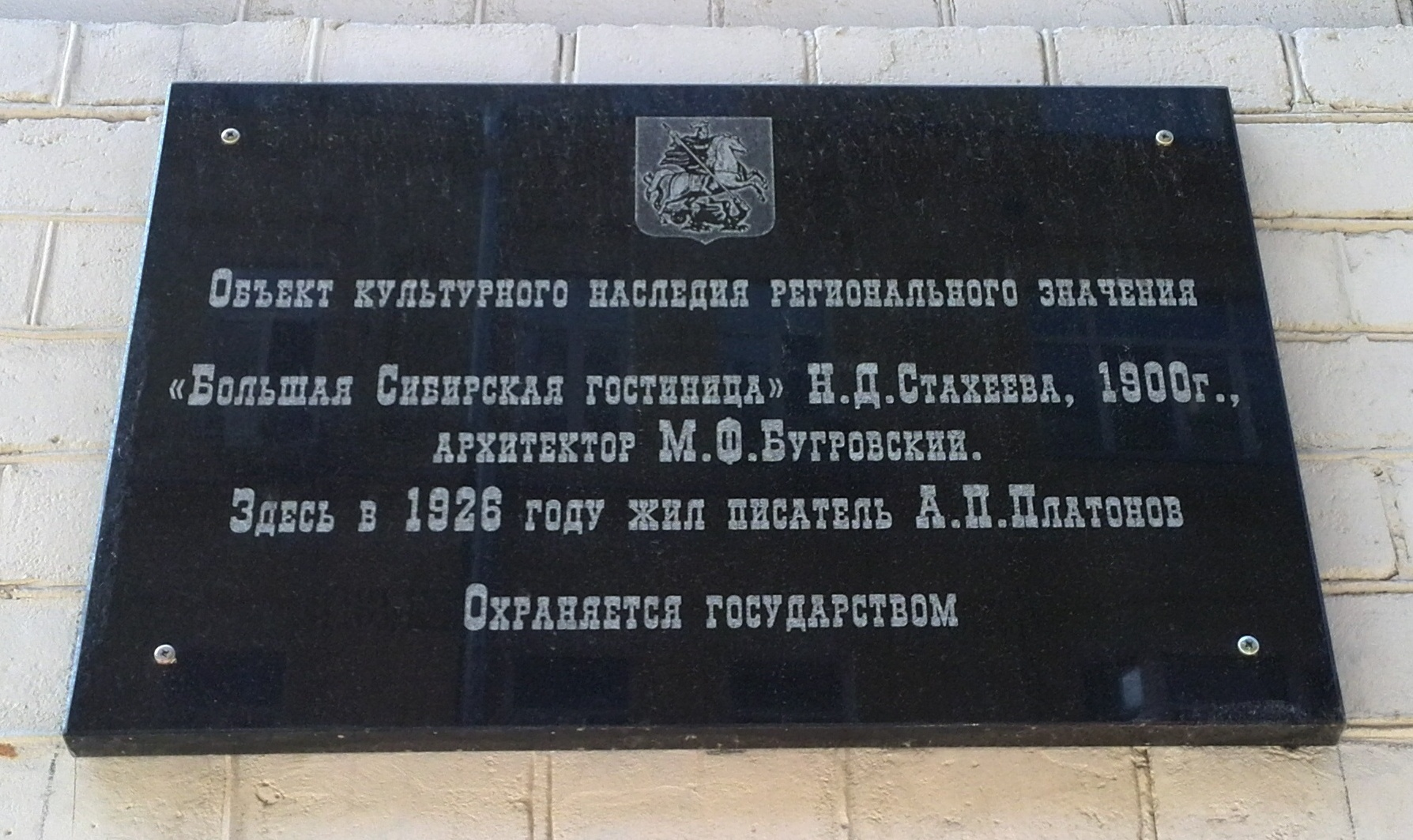
Мемориальная доска на «Большой Сибирской гостинице» Н. Д. Стахеева (1900, архитектор М. Ф. Бугровский; Большой Златоустинский переулок, д. 6/6)

- № 2/9/13 — Доходный дом П. А. Хвощинского (1896, арх. И. П. Залесский)
- № 6/6 — «Большая Сибирская гостиница» Н. Д. Стахеева (1900, арх. М. Ф. Бугровский), объект культурного наследия регионального значения. В 1926 году здесь жил писатель А. П. Платонов. В 1930-е годы в здании располагалась ВАСХНИЛ[7]. Дом 6, стр. 1 — здание Федерального казначейства.